# Creach Bheinn (Morvern)
Der Creach Bheinn ist ein 853 m hoher Berg in den Northwest Highlands in Schottland. Er liegt auf der Morvern-Halbinsel und gehört zu Lochaber.

## Etymologie
Bheinn (manchmal auch Beinn oder nur Ben) ist der gälische Name für Gipfel oder Berg. Das Wort Creach hat mehrere Bedeutungen: Beute, Raubgut, Zerstörung, Ruin, Abfall, (Stein)Bruch. Wahrscheinlich ist hier ein steiniger Abraumhaufen gemeint – in Anspielung auf die äußere Erscheinung des Berges.

## Geographie
Der als Corbett und Marilyn eingestufte Berg befindet sich knappe 4 Kilometer südöstlich von Strontian am Ende des Loch Sunarts. Er überragt das 3 Kilometer entfernte, im Südosten am Loch Linnhe gelegene Kilmalieu (Chil Mhalieu). Im Norden wird sein Massiv vom nach Osten zum Loch Linnhe entwässernden River Tarbert begrenzt. Durch das gleichnamige Tal Glen Tarbert führt die von Ballachulish kommende A 861 in Richtung Strontian. Die Südbegrenzung des Massivs inklusive Fuar Bheinn (766 Meter) und Beinn na Cille (652 Meter) bildet der Loch a Choire, ein Seitenast des Loch Linnhes. Die Südost- und auch die Südwestflanke des in etwa dreieckigen Bergstocks werden von der B 8043 umrahmt. Nordöstlicher Nachbar ist der höhere Garbh Bheinn (885 Meter) und weiter im Südwesten folgt der Beinn Mheadhoin (739 Meter). Der langgezogene Westgrat des Berges endet kurz vor Beinn nam Beathrach (582 Meter).
Der Gipfel entsendet einen Nordostgrat in Richtung Maol Odhar (794 Meter), von dem er durch eine Scharte (schottisch-gälisch bealach) getrennt wird. Vom Westgrat in Richtung Beinn nam Beathrach zweigt der Anstieg nach Süden zum Fuar Bheinn ab.

### Zugang

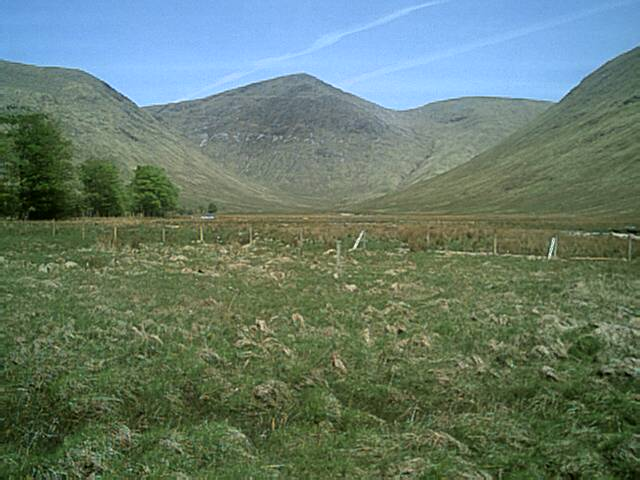
Der Hauptzugang von Süden durch das Glen Galmadale

Der gewöhnliche Zugang zum Gipfel des Creach Bheinns erfolgt durch das Glen Galmadale von Süden. Das Glen Galmadale mündet bei Rubha na h'Airde Uinnsinn in den Loch Linnhe und wird an dieser Stelle von der B 8043 durchquert. Es ist etwa 4 Kilometer lang, ehe es den Südabbruch des Berges erreicht. Der baumlose, rund 750 Meter hohe Südabbruch kann aber relativ einfach erstiegen werden. Auch von Norden ist der Berg begehbar. Meist wird er im Zusammenhang mit dem Anstieg zum Fuar Bheinn mit integriert. Ausgangspunkt ist hierbei das Ostende des Loch Sunarts bzw. die A 861 bei Achnalea. Eine anspruchsvolle Tour ist die gesamte Südumrahmung des Glen Galmadales. Diese führt vom Ausgang des Glen Galmadales über den rechten Südgrat hinauf zum Airigh Mhic Beathain (547 Meter) und weiter über den Meall nan Each (591 Meter) und Maol Odhar zum Hauptgipfel. Der Abstieg nach Süden erfolgt dann über den Fuar Bheinn und Beinn na Cille zurück zum Ausgangspunkt. Die Tour kann auch im anderen Sinn begangen werden. Insgesamt werden hierbei in gut 7½ Stunden Gehzeit 1509 Höhenmeter absolviert.

### Gipfel und Ausblick
Auf dem Gipfel finden sich die Steinmauerüberreste eines ehemaligen Camps, das wahrscheinlich von frühen Landvermessern in den 1840ern erbaut worden war.
Der Gipfel des Creach Bheinns bietet einen sehr schönen und offenen Ausblick auf die vorgelagerte Inselwelt im Westen wie beispielsweise Mull, Coll, Tiree und Ardnamurchan (Halbinsel). Der Blick nach Süden schweift über den Loch Linnhe und Lismore Richtung Oban mit Kerrera.

## Geologie
Der Creach Bheinn wird wie sein Nachbar Fuar Bheinn geologisch aus eintönigen, fossilleeren, harten, quarzreichen Gneisen bzw. Metapsammiten aufgebaut, welche zur neoproterozoischen Moine Supergroup, genauer zur Loch Eil Group, gehören. Westlich des Fuar Bheinns steht dann bereits der Quarzmonzodiorit (gleichkörnige Fazies) des Strontian-Plutons an, welcher ein silurisches Alter von 425 Millionen Jahren aufweist.

## Flora

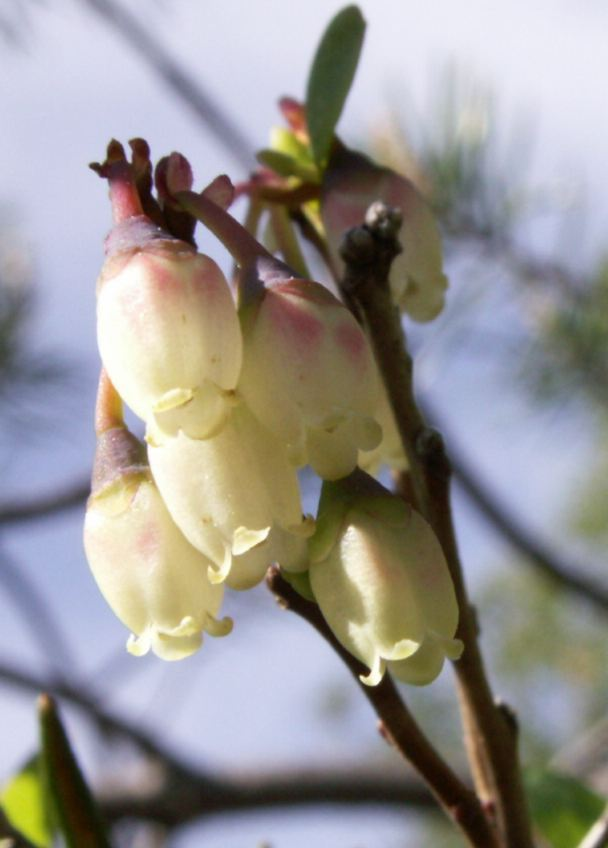
Blüten der Rauschbeere Vaccinium uliginosum

Am Bergmassiv wachsen mehrere Pflanzentaxa. Vor allem die Rauschbeere Vaccinium uliginosum, die auch auf dem östlichen Nachbargipfel Maol Odhar gedeiht und außerdem am Garbh Bheinn und am Beinn Mheadhoin zu finden ist. In kleinen Rinnen am Bergfuß erscheint das Birngrün Orthilia secunda. Auf den entblößten Rücken gedeihen die Gämsheide Loiseleuria procumbens und die Dreiblatt-Binse  Juncus trifidus, wobei Juncus extremere Standorte wählt als Loiseleuria. Auf der recht rauen Nordseite des Meall Odhar tritt auch noch das Zwerg-Ruhrkraut Gnaphalium supinum auf. Im Glen Galmadale sind die Habichtskräuter (Hieracium) mit zahlreichen Taxa vertreten: Hieracium ampliatum, Hieracium callistophyllum, Hieracium chloranthum, Hieracium centripetale, Hieracium dasythrix, Hieracium marshallii, Hieracium petrocharis, Hieracium pseudoanglicum, Hieracium schoolbredii, Hieracium senescens, Hieracium sommerfeltii und Hieracium vulgatum. Am Meall nam Each ist außerdem noch Hieracium anglicum zu beobachten.

## Photogalerie

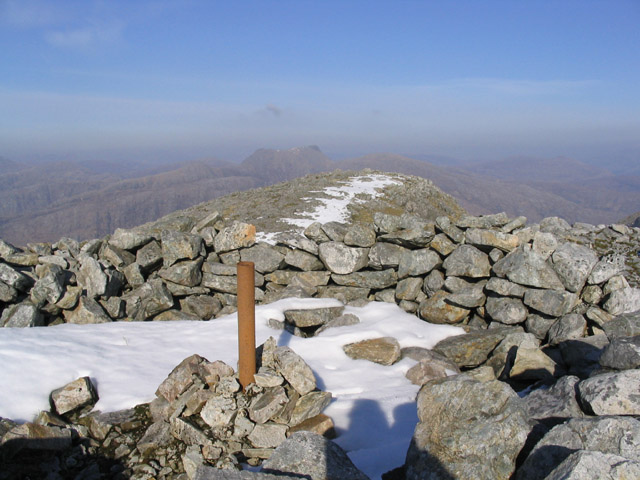
Am Gipfel vom Creach Bheinn
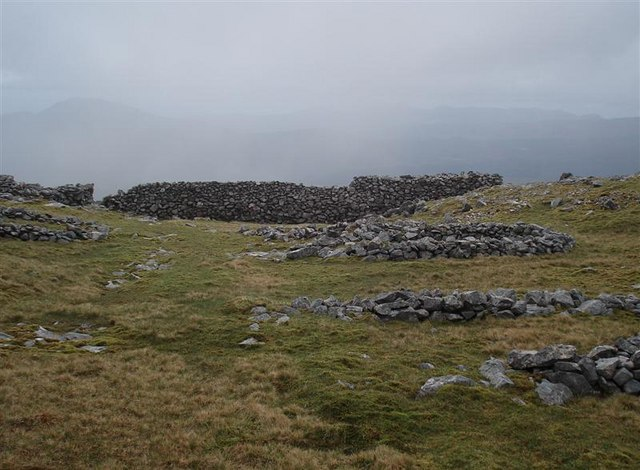
Das Landvermesser-Camp etwas unterhalb vom Gipfel
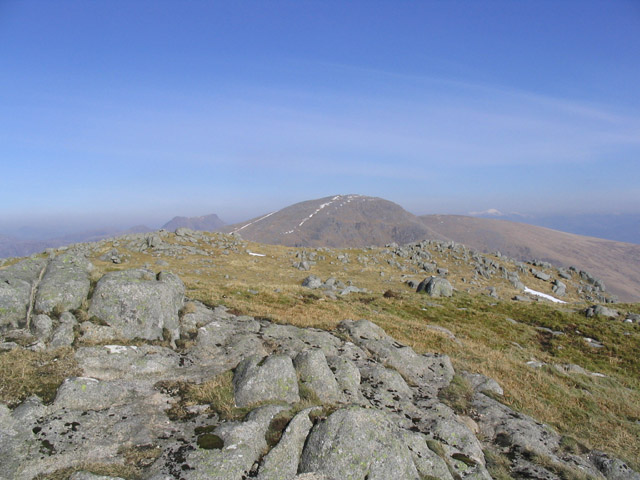
Blick vom Fuar Bheinn zum Creach Bheinn
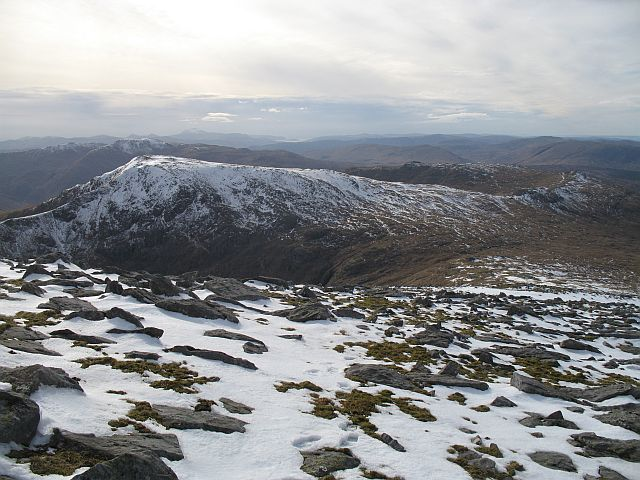
Abfallender Westgrat zum Fuar Bheinn